# Marko Kizikj
Marko Kizikj (Skopje, 22 de enero de 2001) es un jugador de balonmano macedonio que juega de portero en el RK Alkaloid. Es internacional con la selección de balonmano de Macedonia del Norte.
Su primer campeonato con la selección fue el Campeonato Europeo de Balonmano Masculino de 2024.

## Palmarés

### RK Vardar
- Liga de Campeones de la EHF (1): 2019
- Liga SEHA (1): 2019
- Liga de Macedonia del Norte de balonmano (2): 2019, 2021
- Copa de Macedonia del Norte de balonmano (1): 2021

### Eurofarm Pelister
- Liga de Macedonia del Norte de balonmano (2): 2023, 2024

### Alkaloid
- Supercopa de Macedonia del Norte de balonmano (1): 2024

## Clubes
| Club              | País                | Año       |
| ----------------- | ------------------- | --------- |
| RK Vardar         | Macedonia del Norte | 2018-2021 |
| Eurofarm Pelister | Macedonia del Norte | 2021-2024 |
| RK Alkaloid       | Macedonia del Norte | 2024-Act. |